# Кованец
Кованец (на македонска литературна норма: Кованец) е село в община Гевгели, Северна Македония.

## География
Селото е разположено на 18 km северно от общинския център Гевгели, най-близкото му селище е Негорци на 8 km през което минава единственият настилен път до Кованец. Лежи в пазвите на Кожух планина по долината на Конска река.

## История
В XIX век Кованец е едното четирите изцяло български села на Влахомъглен, тогава в Гевгелийска каза на Османската империя. Църквата „Свети Димитър“ е издигната в 1860 година и обновена в 1907 от Андон Китанов.
В селото в 1895 – 1896 година е основан комитет на ВМОРО.
Според статистиката на Васил Кънчов („Македония. Етнография и статистика“) от 1900 г. Кованецъ има 200 жители, всички българи християни.
Цялото население на селото е под върховенството на Българската екзархия. По данни на секретаря на екзархията Димитър Мишев („La Macédoine et sa Population Chrétienne“) в 1905 година в Кованец (Kovanetz) има 208 българи екзархисти.
Кованчанлии вземат дейно участие във войните за национално освобождение и обединение и при избухването на Балканската война в 1912 година 11 души от селото се записват доброволци в Македоно-одринското опълчение.
След Междусъюзническата война в 1913 година селото попада в Сърбия.
Според преброяването от 2002 година селото има 177 жители - 176 македонци и 1 сърбин.
| Националност | Всичко |
| македонци    | 176    |
| албанци      | 0      |
| турци        | 0      |
| роми         | 0      |
| власи        | 0      |
| сърби        | 1      |
| бошняци      | 0      |
| други        | 0      |

В 2014 година името на селото е сменено от официалното Кованци към оригиналното Кованец.

## Личности
Родени в Кованец
- Костадин Митрев Велковски, български революционер, деец на ВМОРО, убит в Трите ниви между Негорци и Кованец[4][9]
- Лазар Дельов Балабанов (? – 1906), български революционер, войвода на ВМОРО, убит през май 1906 година в местността Равната бука край Кованец[9]
- Мито Ковански, македоно-одрински опълченец, 25-годишен, четата на Ичко Димитров[10]
- Мито Тенин, деец на ВМОРО, четник на Коста Христов Попето[11]
- Мицо Стоименов Чобанов, български революционер, деец на ВМОРО[4]
- Мицо и Марко Стоянови Габровски, български революционери, дейци на ВМОРО[4]
- Петко Панов, български революционер, деец на ВМОРО[4]
- Тимчо Стаматов Камчев - Ковански (1864 - след 1942), български революционер, деец на ВМОРО
- Христо Трайчев Стоев, български революционер, деец на ВМОРО[4]
- Щилиян Георгиев Вачков (Щило Ковански), български революционер, деец на ВМОРО, в 1906 година убива с брадва Субашата и става нелегален, убит[9] на 12 юни 1912 година заедно със Стоян Малашев и Григор Иванов[12]
- Щило Ковански, македоно-одрински опълченец, четата на Коста Попето, убит на 20 октомври 1912 година[10]

Починали в Кованец
- Лазар Дельов Бабанов (? – 1906), български революционер, войвода на ВМОРО, убит през май 1906 година в местността Равната бука край Кованец[9]
- Яне Проданов (? – 1906), български революционер от Серменин, деец на ВМОРО, убит през май 1906 година в местността Равната бука край Кованец[9]